# Vương Phương
Vương Phương (chữ Hán: 王方, bính âm: Wang Fang) là một viên tướng dưới trướng của Đổng Trác trong thời kỳ Tam Quốc của Lịch sử Trung Quốc. Sau khi Đổng Trác bị Lã Bố giết chết trong một âm mưu của Vương Doãn, Vương Phương cùng với bạn là Lý Mông đầu quân cho Vương Doãn trong một thời gian ngắn. Sau khi bốn tướng của Tây Lương là Lý Thôi, Quách Dĩ, Trương Tế và Phàn Trù dẫn quân bao vây Trường An. Vương Phương và Lý Mông đã làm nội ứng để mở cửa thành cho quân Tây Lương tràn vào.

## Trong Tam Quốc diễn nghĩa
Trong tiểu thuyết lịch sử Tam Quốc diễn nghĩa của nhà văn La Quán Trung thì Vương Phương xuất hiện tại Hồi thứ 9 và chết tại Hồi thứ 10, theo đó dư đảng của Đổng Trác là Lý Mông, Vương Phương ở trong thành làm nội công cho quân Tây Lương, mở trộm cửa thành, bốn mặt quân Tây Lương kéo ùa cả vào. Sau đó, Vương Phương, Lý Mông đều được phong làm hiệu uý.
Khi Mã Đằng và Hàn Toại tấn công Trường An để giúp vua. Vương Phương, Lý Mông xin lĩnh một vạn tinh binh ra đánh, lập tức chém đầu Mã Đằng, Hàn Toại dâng dưới cờ. Lý Thôi, Quách Dĩ điểm một vạn rưởi quân mã giao cho Lý Mông, Vương Phương. Hai người mừng rỡ, đem quân đi, ra khỏi Trường An hai trăm tám mươi dặm hạ trại đóng quân ở đó.
Quân Tây Lương đến, hai người dẫn quân ra đánh. Lúc hai bên dàn trận rồi, Mã Đằng, Hàn Toại sóng ngựa cùng ra trước trận, trỏ Vương Phương, Lý Mông nói rằng: Giặc phản nước kia, ai ra bắt lấy nó!. Lúc này Mã Siêu mới 17 tuổi từ trong trận xông ra Vương Phương thấy Siêu còn nhỏ khinh thường, phi ngựa lại đánh. Chưa được mười hiệp, Mã Siêu đâm Phương chết ngã xuống đất. Sau đó Mã Siêu còn bắt luôn cả Lý Mông và giao cho quân Tây Lương chém bêu đầu.